# Vénissieux
Vénissieux is een gemeente in de Franse Métropole de Lyon (regio Auvergne-Rhône-Alpes). De plaats maakt deel uit van het arrondissement Lyon. De gemeente telde 66.701 inwoners op 1 januari 2022.

## Geschiedenis
De middeleeuwse kern van de gemeente bestond uit het Kasteel van Chandieu en ernaast de kerk Saint-Germain. Het kasteel werd afgebroken in de 17e eeuw.

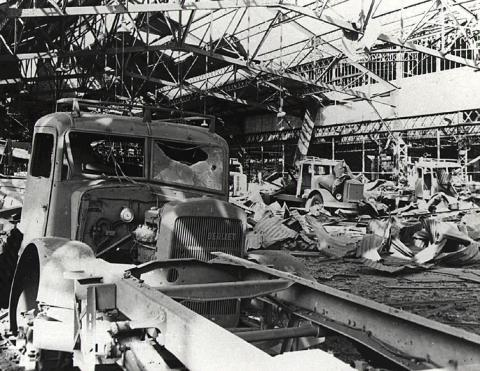
Schade in de fabriek van Berliet na een geallieerd luchtbombardement tijdens WOII

Na de Franse Revolutie werd Vénissieux ingedeeld in het departement Isère. Dit veranderde in 1852 toen de gemeente werd overgeheveld naar het departement Rhône. In 1887 werd Saint-Fons afgesplitst en werd een zelfstandige gemeente.
Aan het begin van de 19e eeuw was Vénissieux nog een landbouwdorp waar producten werden geteeld voor de markt van Lyon. In de jaren 1840 kwam de eerste industrie in de gemeente. In 1918 liepen vele gebouwen in de gemeente waaronder de kerk, schade op bij een explosie in een fabriek waar obussen werden gemaakt. Tijdens de Eerste Wereldoorlog werd de autofabriek van Berliet gebouwd naast de spoorlijn. Bij de opening in 1918 was dit de modernste autofabriek van Europa, waar auto's aan de lopende band werden geassembleerd. Na de oorlog kwam er nog veel industrie in Vénissieux en de gemeente trok veel arbeidsmigranten aan. Om hen te huisvesten werden arbeidersbuurten gebouwd. De gemeente werd ook een bolwerk van de vakbeweging. Zo waren er in 1936 grote stakingen in de fabriek van Berliet.
Tijdens de Tweede Wereldoorlog waren er stakingsgolven (tegen de tewerkstelling in Duitsland) en sabotageacties van het verzet tegen de oorlogsindustrie. Deze industrie was ook het doelwit van geallieerde luchtbombardementen; 1.200 huizen liepen hierbij schade op. Na de oorlog volgde een grote bouwwoede die aanhield tot halfweg de jaren 1970. Vanaf de jaren 1980 ontstonden samenlevingsproblemen in de banlieues van Vénissieux.
In 1987 werd de gemeente aangesloten op het metronetwerk van Lyon.

## Geografie
De oppervlakte van Vénissieux bedroeg op 1 januari 2022 15,33 vierkante kilometer; de bevolkingsdichtheid was toen 4.351 inwoners per km².
De gemeente ligt op de linkeroever van de Rhône en is een onderdeel van de stedelijke agglomeratie van Lyon.
De onderstaande kaart toont de ligging van Vénissieux met de belangrijkste infrastructuur en aangrenzende gemeenten.

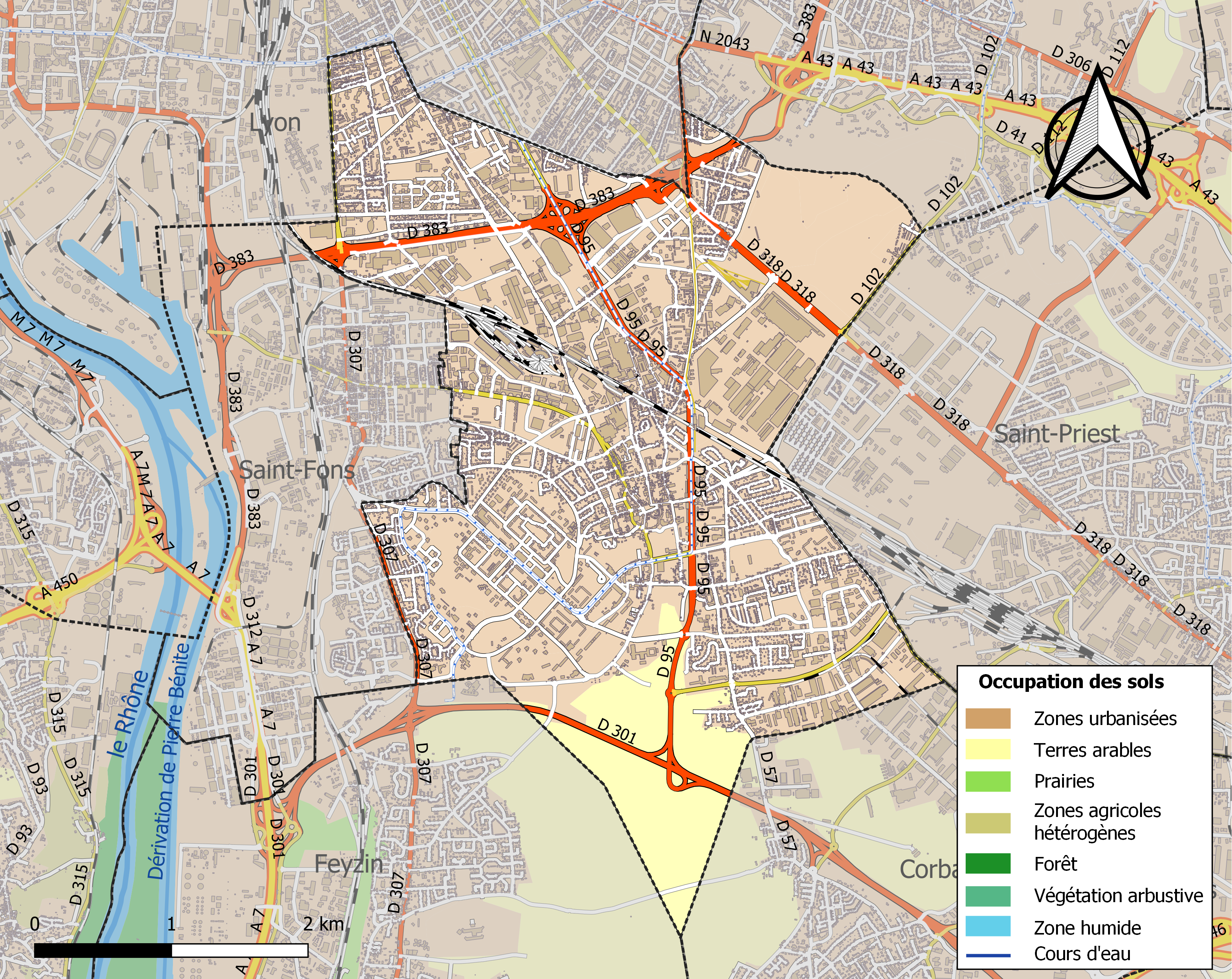

## Verkeer en vervoer

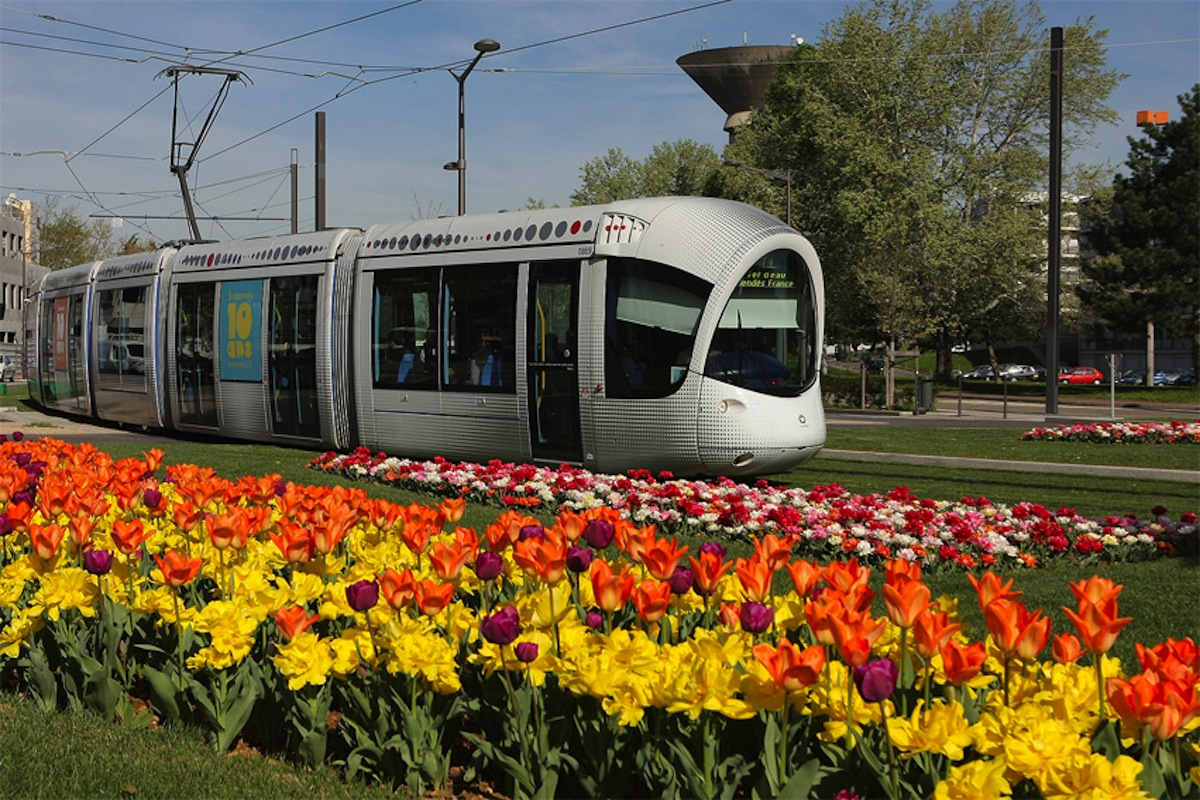
De tram van Lyon

In de gemeente ligt spoorwegstation Vénissieux.
De metro van Lyon heeft haltes in de gemeente. Ook de tram van Lyon rijdt door Vénissieux.

## Demografie
Onderstaande figuur toont het verloop van het inwonertal (bron: INSEE-tellingen).

## Sport
Het mannenhandbalteam van Vénissieux was erg succesvol in de jaren 1990 met een Franse landstitel en het winnen van de Franse beker.

## Geboren
- Florence Foresti (1973), cabaretière
- Joseph-Désiré Job (1977), voetballer
- Karim Belhocine (1978), voetballer
- Samuel Dumoulin (1980), wielrenner
- Martin Desbat (1982), tekenaar
- Maxime Gonalons (1989), voetballer
- Enzo Reale (1991), voetballer